# Heves (provins)
Heves är en provins belägen i norra Ungern. I Heves fanns 294 609 invånare 2019.